# Cellebrite
Cellebrite Mobile Synchronization là một công ty của Israel chuyên sản xuất các thiết bị trích xuất, truyền tải và phân tích dữ liệu cho điện thoại di động và thiết bị di động. Công ty là một công ty con của Tập đoàn Sun của Nhật Bản.

## Tổng quan
Cellebrite có trụ sở tại Petah Tikva, Israel. Hai công ty con của nó là Cellebrite USA Corp và Cellebrite GmbH lần lượt có trụ sở tại Parsippany, New Jersey, US và Munich, Đức. Cellebrite là một công ty con thuộc sở hữu hoàn toàn của Sun Corporation, một công ty giao dịch công khai được niêm yết trên JASDAQ (6736 / JQ) có trụ sở tại Nagoya, Nhật Bản.
Vào năm 2017, bộ phận Vòng đời di động của Cellebrite đã được đổi tên thành Mobilogy, khẳng định vị trí của Cellebrite, một nhà cung cấp giải pháp Trí thông minh kỹ thuật số. Cellebrite phục vụ cộng đồng Thực thi pháp luật với các công cụ và nền tảng tiên tiến trong lĩnh vực kỹ thuật số, bao gồm cả Forensics di động, Triage và Analytics.
Mobilogy sản xuất phần cứng và phần mềm để truyền dữ liệu từ điện thoại sang điện thoại, sao lưu, phân phối phần mềm điện tử ứng dụng di động và các công cụ phân tích dữ liệu. Các sản phẩm của Mobilogy được sử dụng bởi các nhà khai thác di động khác nhau và được triển khai tại các điểm bán lẻ không dây. Mobilogy làm việc với các nhà sản xuất thiết bị cầm tay để đảm bảo khả năng tương thích   trước khi thiết bị được phát hành ra công chúng.
Bộ phận Mobile Forensics của Cellebrite được thành lập năm 2007 và sản xuất phần mềm và phần cứng cho mục đích pháp y di động được sử dụng bởi cơ quan thực thi pháp luật liên bang, tiểu bang và địa phương; cơ quan tình báo; ngành quân sự; an ninh doanh nghiệp và điều tra; công ty luật; và giám định pháp y kỹ thuật số tư nhân.